# François de Ribaupierre
Pour les articles homonymes, voir Ribaupierre.
 (mars 2025).
François de Ribaupierre, né le 30 mars 1886 à Clarens et mort le 24 février 1981 à La Tour-de-Peilz, est un artiste peintre, sculpteur et verrier vaudois.

## Biographie
François de Ribaupierre est le deuxième enfant d'une famille vaudoise. Il est le frère cadet de Mathilde de Ribaupierre pianiste, et le frère ainé d'Émile de Ribaupierre et d'André-Paul de Ribaupierre, tous deux violonistes.
François de Ribaupierre suit l'École des beaux-arts de Genève (1902-1905), puis l'Académie royale de Munich (1905-1906). Il passe un hiver à Paris avant d'effectuer un long séjour à Florence (1907), où il est inscrit à l'Académie internationale. La Renaissance, le romantisme allemand, le symbolisme, les impressionnistes, les primitifs italiens, Hodler, tous le marquent profondément. Ses premiers projets de composition naissent en 1906.
Si, pour imiter Charles Baudelaire (l'un de ses inspirateurs), François de Ribaupierre déambule dans les rues des fourmillantes cités (Munich, Paris ou Florence), il marche aussi dans le Lötschental ou le Val d'Hérens (dès 1907), alors que germe dans son esprit le projet d'un grand poème pictural intitulé « L'Homme dans la Nature ». Dès 1912, François de Ribaupierre réside au Crêt de Béranges, au-dessus de La Tour-de-Peilz, où il crée, dans les années 1920, une communauté artistique, sorte de point de rencontre à travers l'expression plastique sous toutes ses formes (poterie, tissage, gymnastique façon Dalcroze, etc.). Le peintre choisit, par attachement de longue date au Valais (paysages) la Forclaz (Val d'Hérens) comme lieu de résidence secondaire (1936). 
François de Ribaupierre réalise une peinture extérieure (décoration murale) pour une maison particulière de Clarens (années 1910). Pendant la Première Guerre mondiale, il rencontre celui qu'il considère comme son maître, Ernest Biéler, avec qui il s'associe pour exécuter les fresques du Musée Jenisch de Vevey, puis celles de l'Hôtel de Ville du Locle (1922). Par amitié et respect pour Biéler, François de Ribaupierre consacre l'année 1955 à sauver les fresques du Guillaume Tell de la chapelle de Montbenon. Il décore plusieurs églises à la fresque, entre autres la chapelle des Haudères et le temple de Clarens. François de Ribaupierre réalise de nombreux vitraux pour des églises valaisannes et vaudoises (à Vevey, Pully, Clarens, Nyon, etc.) ; il collabore avec Louis Rivier pour les vitraux du transept nord de la cathédrale de Lausanne en 1933. François de Ribaupierre expérimente diverses techniques de sculpture (plâtre et bronze) et dessine quelques affiches. 
François de Ribaupierre expose régulièrement dans le canton de Vaud, notamment au Musée Arlaud et au Musée Jenisch de Vevey. Ce dernier lui consacre une rétrospective en 1956. 
François de Ribaupierre est le père de Derib, de son vrai nom Claude de Ribaupierre, un auteur suisse de bandes dessinées. Il est aussi le père de François de Ribaupierre, professeur de médecine à l'université de Lausanne et Yves de Ribaupierre, physicien, chercheur à l'université de Lausanne et l'EPFL.

## Sources
- « François de Ribaupierre », sur la base de données des personnalités vaudoises sur la plateforme « Patrinum » de la Bibliothèque cantonale et universitaire de Lausanne.
- F. de Ribaupierre : exposition, Savièse, Maison de commune, du 16 novembre 2002 au 5 janvier 2003, p. 94, 6, 7, 20, 29
- Christophe Flubacher, « Le peintre du Valais perdu », L'Hebdo,‎ 21 novembre 2002, p. 86-87
- Christophe Flubacher, Les peintres en Valais, p. 14-36, 72-77, 113, 148-158, 186
- Dictionnaire biographique de l'art suisse, Vol. II, p. 865